# Dominique Farale
Dominique Farale (* 1931) ist ein französischer Historiker.

## Leben
Farale diente jahrelang als Offizier in der Légion étrangère. Als Schriftsteller war er Mitglied der Association des écrivains combattants.

## Ehrungen
- 1965 Prix Claude-Farrère für seinen Roman Les trompettes se sont tues

## Werke (Auswahl)
Romane
- Les trompettes se sont tues. Presse de la Cite, Paris 1965.
- Les étonnantes aventures du lieutenant Pic dit Boit-de-l’eau. Paris 2003, ISBN 2-910536-32-7.
- Les déportés d’Algérie. Une saga familiale (1848–1962). LBM, Paris 2009, ISBN 978-2-915347-69-2.

Sachbücher
- De Gengis Khan à Quoubilaï Khan. La grande chevauchée mongole. Economica, Paris 2003, ISBN 2-7178-4537-2.
- La Turquie Ottomane et l’Europe. Du XIVe siècle à nos jours. Economica, Paris 2009, ISBN 978-2-7178-5673-6.
- Mystérieuse Légion Étrangère. Une Épopée combattante et humanitaire. DIE, Paris 2005, ISBN 2-914295-16-2.